# Kevin Michael Britt
Kevin Michael Britt (* 19. November 1944 in Detroit; † 15. Mai 2004) war Bischof von Grand Rapids.

## Leben
Kevin Michael Britt empfing am 28. Juni 1970 die Priesterweihe.
Johannes Paul II. ernannte ihn am 23. November 1993 zum Weihbischof in Detroit und Titularbischof von Oescus. Der  Erzbischof von Detroit, Adam Joseph Maida, weihte ihn am 6. Januar des nächsten Jahres zum Bischof; Mitkonsekratoren waren Dale Joseph Melczek, Weihbischof in Detroit, und Walter Joseph Schoenherr, Weihbischof in Detroit.
Der Papst ernannte ihn am 10. Dezember 2002 zum Koadjutorbischof von Grand Rapids und er wurde am 12. Februar des nächsten Jahres ins Amt eingeführt. Nach dem Rücktritt Robert John Roses folgte er ihm am 13. Oktober 2003 als Bischof von Grand Rapids nach.